# Traktat akcesyjny (1985)
Traktat akcesyjny 1985 – umowa zawarta w 1985 roku pomiędzy Hiszpania i Portugalią a państwami członkowskimi EWG, dotycząca warunków członkostwa w tej organizacji. Traktat akcesyjny wszedł w życie 1 stycznia 1986.